# Davide Bramati
Davide Bramati (Vaprio d'Adda, 28 giugno 1968) è un dirigente sportivo ed ex ciclista su strada italiano.
Professionista dal 1990 al 2006, conta sei vittorie tra cui una tappa alla Vuelta a España. Dal 2006 è direttore sportivo alla Soudal Quick-Step. È cugino dell'ex ciclocrossista e mountain biker Luca Bramati.

## Carriera
Passò professionista nel 1990 con la Diana-Colnago-Animex rimanendovi fino al 1996 (con la squadra rinominata in Lampre e Panaria-Vinavil), quando approdò alla Mapei che in seguito diventerà Quick Step. Proprio in queste due squadre lavorò come gregario per Paolo Bettini.
Nel 2002 indossò la maglia azzurra della Nazionale in occasione del Mondiale di Zolder vinto da Mario Cipollini, piazzandosi all'80º posto finale. In diciassette stagioni da professionista ottenne sei vittorie, tra cui spiccano quella nella tappa di Dobbiaco al Giro del Trentino 1997 e soprattutto quella nella tappa di Salamanca alla Vuelta a España 2000.
Dopo avere abbandonato la carriera da professionista nel giugno 2006, è passato subito a svolgere l'incarico di direttore sportivo nella sua ultima squadra, la Quick Step, affiancando Patrick Lefevere.

## Palmarès
- 1989 (dilettante)

Coppa Colli Briantei
Gran Premio Capodarco
- 1992 (Lampre, una vittoria)

13ª tappa Volta a Portugal
- 1995 (Lampre, una vittoria)

6ª tappa Tour de Pologne
- 1997 (Mapei, una vittoria)

13ª tappa Giro del Trentino (Moena > Dobbiaco)
- 1999 (Mapei, una vittoria)

1ª tappa Vuelta a Murcia (Murcia > Cartagena)
- 2000 (Mapei, una vittoria)

17ª tappa Vuelta a España (Bonaventura > Salamanca)
- 2002 (Mapei, una vittoria)

4ª tappa Vuelta a Aragón (Teruel > Teruel)

### Altri successi
- 1994 (Lampre)

Classifica a punti Volta Ciclista a Catalunya

## Piazzamenti

### Grandi Giri
- Giro d'Italia

1991: 79º
1992: 66º
1994: 80º
1995: 112º
1996: 71º
1997: 96º
1998: 68º
2000: 75º
2001: 92º
2002: 71º
2005: 127º
2006: 141º
- Tour de France

1993: 96º
1996: ritirato (6ª tappa)
1999: 103º
2001: 142º
2003: 126º
2004: fuori tempo (16ª tappa)
- Vuelta a España

1990: ritirato (14ª tappa)
1993: 94º
1997: 105º
1998: 102º
2000: 82º
2002: 97º

### Classiche monumento
- Milano-Sanremo

1991: 68º
1994: 143º
1995: 124º
1996: 126º
2001: 140º
2002: 108º
2003: 117º
2004: 151º
- Giro delle Fiandre

1995: 97º
1996: 111º
- Parigi-Roubaix

1990: 76º
1996: 41º
2003: 32º
- Liegi-Bastogne-Liegi

2004: 131º
- Giro di Lombardia

1991: 98º
1992: 64º

### Competizioni mondiali
- Campionati del mondo

Zolder 2002 - In linea: 80º